# Gnidia lamprantha
Gnidia lamprantha är en tibastväxtart som beskrevs av Ernest Friedrich Gilg. Gnidia lamprantha ingår i släktet Gnidia och familjen tibastväxter. Inga underarter finns listade i Catalogue of Life.